# Hartmannspital

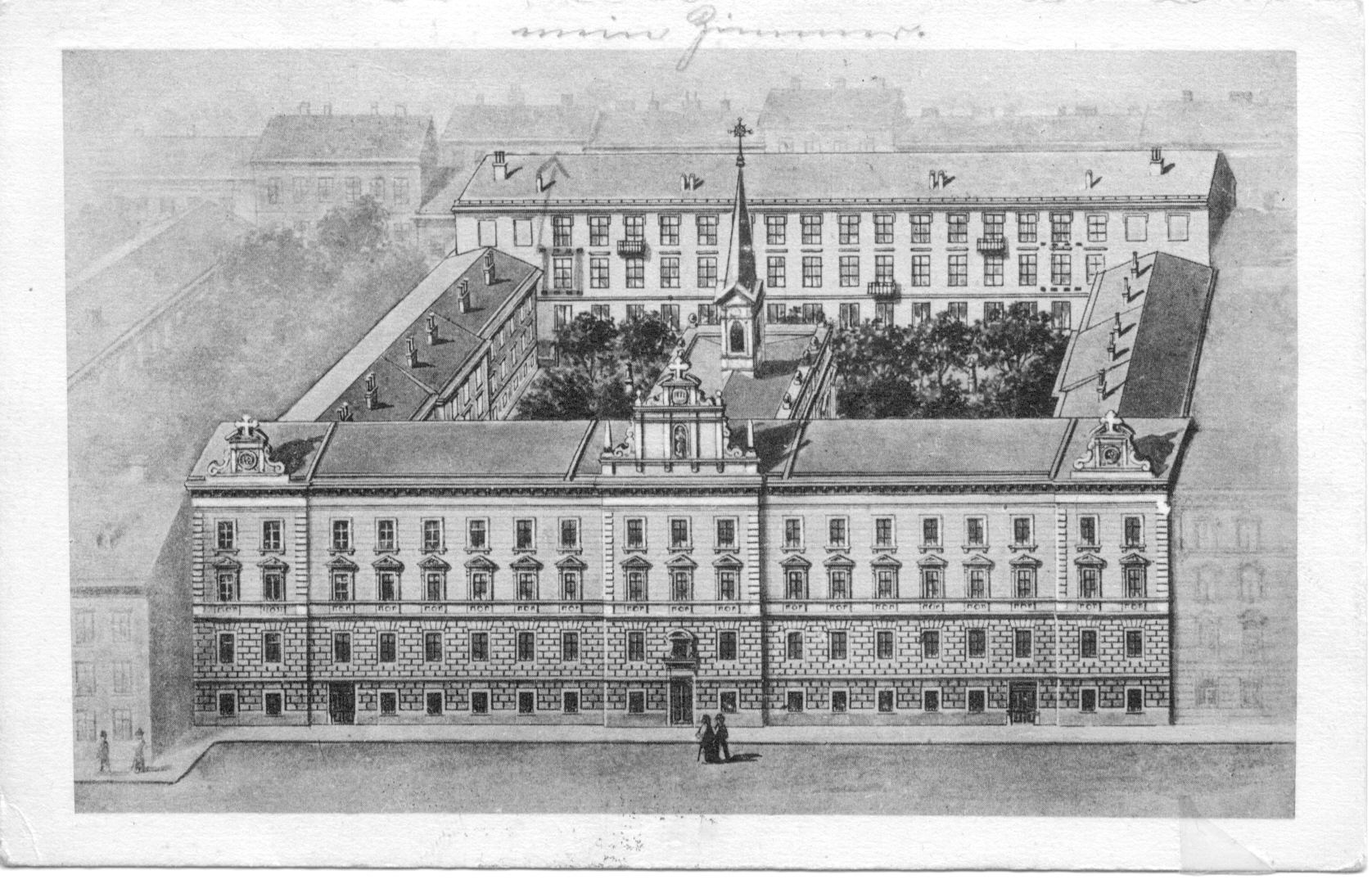
Historische Darstellung des Hartmannspitals

Das Hartmannspital ist ein von den Franziskanerinnen von der christlichen Liebe geführtes gemeinnütziges Wiener Spital in der Nikolsdorfer Gasse im 5. Wiener Gemeindebezirk Margareten. Hier wurde 1902 die erste gelungene Nierentransplantation an einem Hund durchgeführt. Seit 2017 ist das Krankenhaus mit dem Krankenhaus St. Elisabeth Wien zum Franziskus Spital fusioniert. Das Hartmannspital wird nun unter der Marke Franziskus Spital Margareten, das St. Elisabeth-Spital unter der Marke Franziskus Spital Landstraße betrieben.

## Geschichte

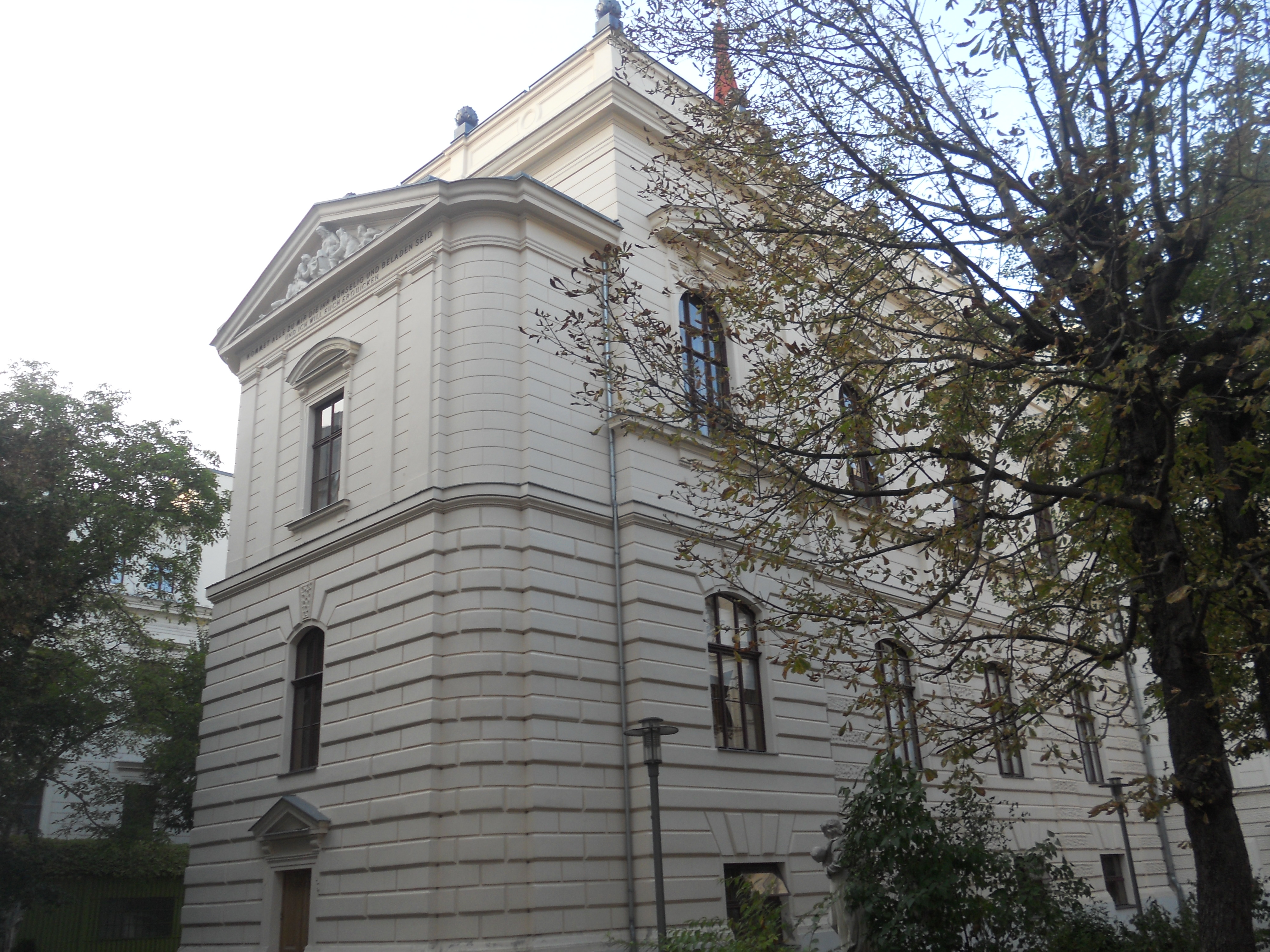
Innenhoftrakt

Nach der im Jahr 1857 im durch Kardinal Joseph Othmar von Rauscher im Wiedner Spital erfolgten Gründung der Ordensgemeinschaft erwarb diese zwei Häuser auf den so genannten Hartmannschen Gründen, in denen sie das Kloster und das Krankenhaus errichtete.
Zwischen 1888 und 1891 wurde nach den Plänen von Hofbauinspektor Seitschek und Stadtbaumeister Ernst Krombholz ein neues Spital mit 80 Betten errichtet.
Im Jahr 1891 übernahm der in Pécs geborene Chirurg Emerich Ullmann die chirurgische Abteilung des Hartmannspitals. Neben seiner Tätigkeit als Primararzt beschäftigte er sich hier in Tierversuchen zunächst mit der Transplantation von Darmabschnitten und später auch von Nieren. Bei diesen Versuchen gelang ihm möglicherweise auch die erste direkte Herzmassage. Anlässlich der wissenschaftlichen Sitzung in der Gesellschaft der Ärzte am 7. März 1902 konnte er einen Hund präsentieren, dem er erfolgreich eine Niere transplantiert hatte.
Durch die damals zuständige Magistratsabteilung 16 wurde 1947 der Status als Belegspital genehmigt und 1959 stellte die Wiener Landesregierung in einem Bescheid die Gemeinnützigkeit des Spitals fest.
Ebenfalls per Bescheid wurde 1979 der bisher aufgrund der Adresse Hartmanngasse 7 gebräuchliche Name Hartmannspital an Stelle der bisherigen Benennung Klosterspital gesundheitsbehördlich genehmigt.
Durch einen 1993 errichteten Zubau konnten die Krankenzimmer und das Röntgeninstitut aus dem Altbau verlegt und eine Physikalische Abteilung und eine Intensivbehandlungs-Einheit eingerichtet werden.

## Ausstattung
Das Hartmannspital verfügt über 165
systemisierte Betten und hat Verträge mit allen gängigen Krankenkassen. Die Anzahl der Mitarbeiter ist nicht bekannt.
- Abteilungen:

Chirurgie
Anästhesiologie und Intensivmedizin
Interne Abteilung
Stationäre Schmerztherapie
Akutgeriatrie / Remobilisation
Pulmologie mit Schlaflabor
Röntgenordination
Physiotherapie
Akutgeriatrische Tagesklinik
- Ambulanzen:

Chirurgische Ambulanz
Brustambulanz
Proktologische Ambulanz
Physiotherapie
Vorsorge-Coloskopie
Ambulanz für Chronisch-entzündliche Darmerkrankungen (CED)
Präanästhesieambulanz
Schmerzambulanz
Schlaflabor
Entlassungsmanagement